# Stigmella alicia
Stigmella alicia là một loài bướm đêm thuộc họ Nepticulidae. Nó được tìm thấy ở Thái Lan.